# Linea S46 (S-Bahn di Berlino)
La linea S46 della S-Bahn di Berlino si snoda su un percorso che va dalla stazione di Königs Wusterhausen a quella di Westend. 
La linea si avvale delle seguenti reti ferroviarie:
- linea Berlino-Görlitz, aperta nel 1866 ed elettrificata nel 1929,
- linea Baumschulenweg–Neukölln, aperta l'8 giugno 1896 ed elettrificata nel 1928,
- Ringbahn, completata nel 1877 ed elettrificata nel 1926.

Fino al 28 maggio 2006, la linea correva da Königs Wusterhausen a Gesundbrunnen. La linea è stata abbreviata a Westend per consentire il miglioramento della frequenza delle linee S41 e S42. La linea abbreviata è costituita da 23 stazioni.